# Gnathothlibus
Gnathothlibus este un gen de molii din familia Sphingidae. 

## Specii
- Gnathothlibus australiensis Lachlan, 2004
- Gnathothlibus brendelli Hayes, 1983
- Gnathothlibus dabrera Eitschberger, 1999
- Gnathothlibus eras (Boisduval, 1832)
- Gnathothlibus erotus (Cramer, 1777)
- Gnathothlibus fijiensis Lachlan, 2009[1]
- Gnathothlibus meeki Rothschild & Jordan, 1907
- Gnathothlibus saccoi Lachlan & Moulds, 2001
- Gnathothlibus samoaensis Lachlan, 2009[1]
- Gnathothlibus vanuatuensis Lachlan & Moulds, 2003

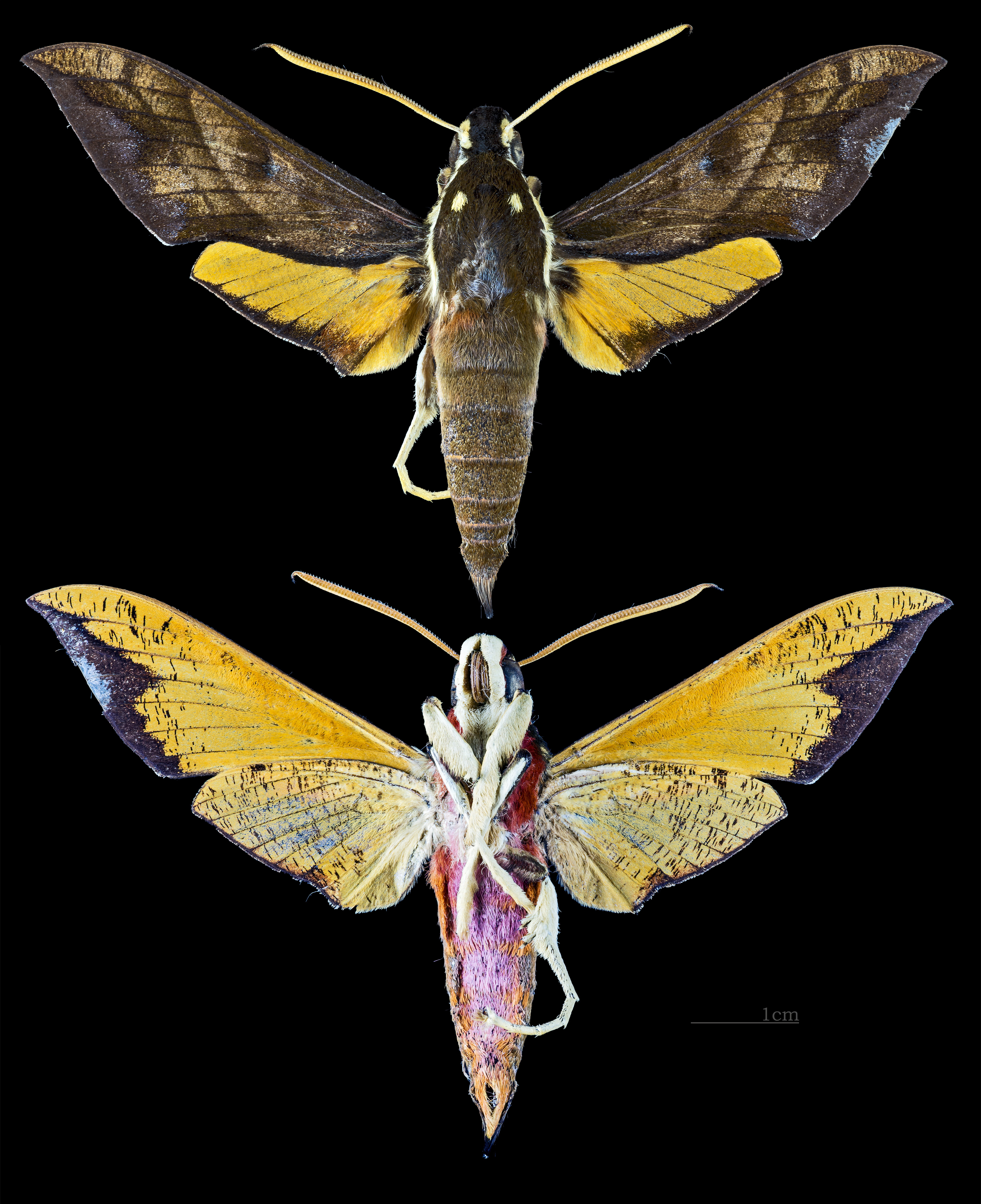
Gnathothlibus brendelli
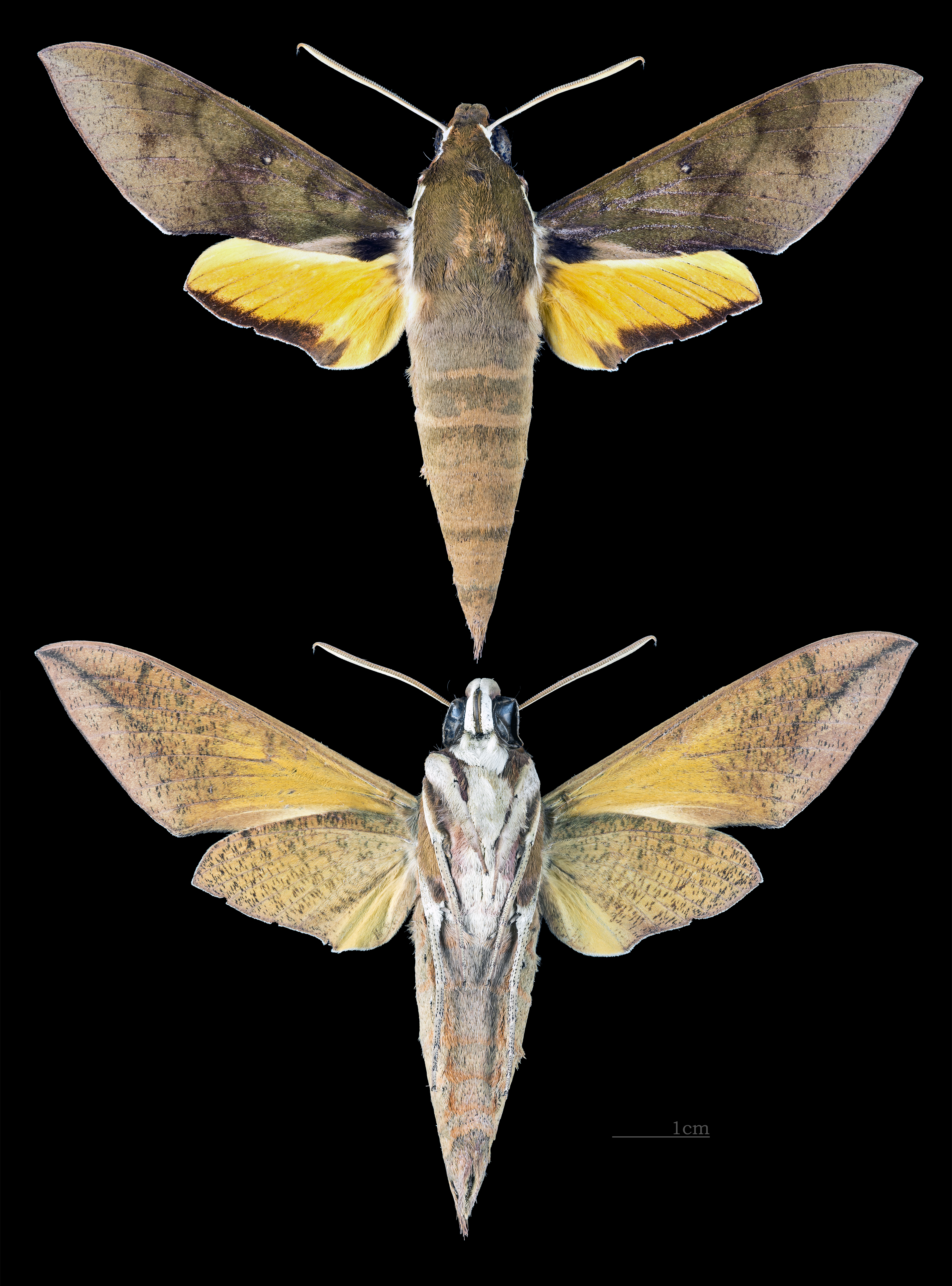
Gnathothlibus eras
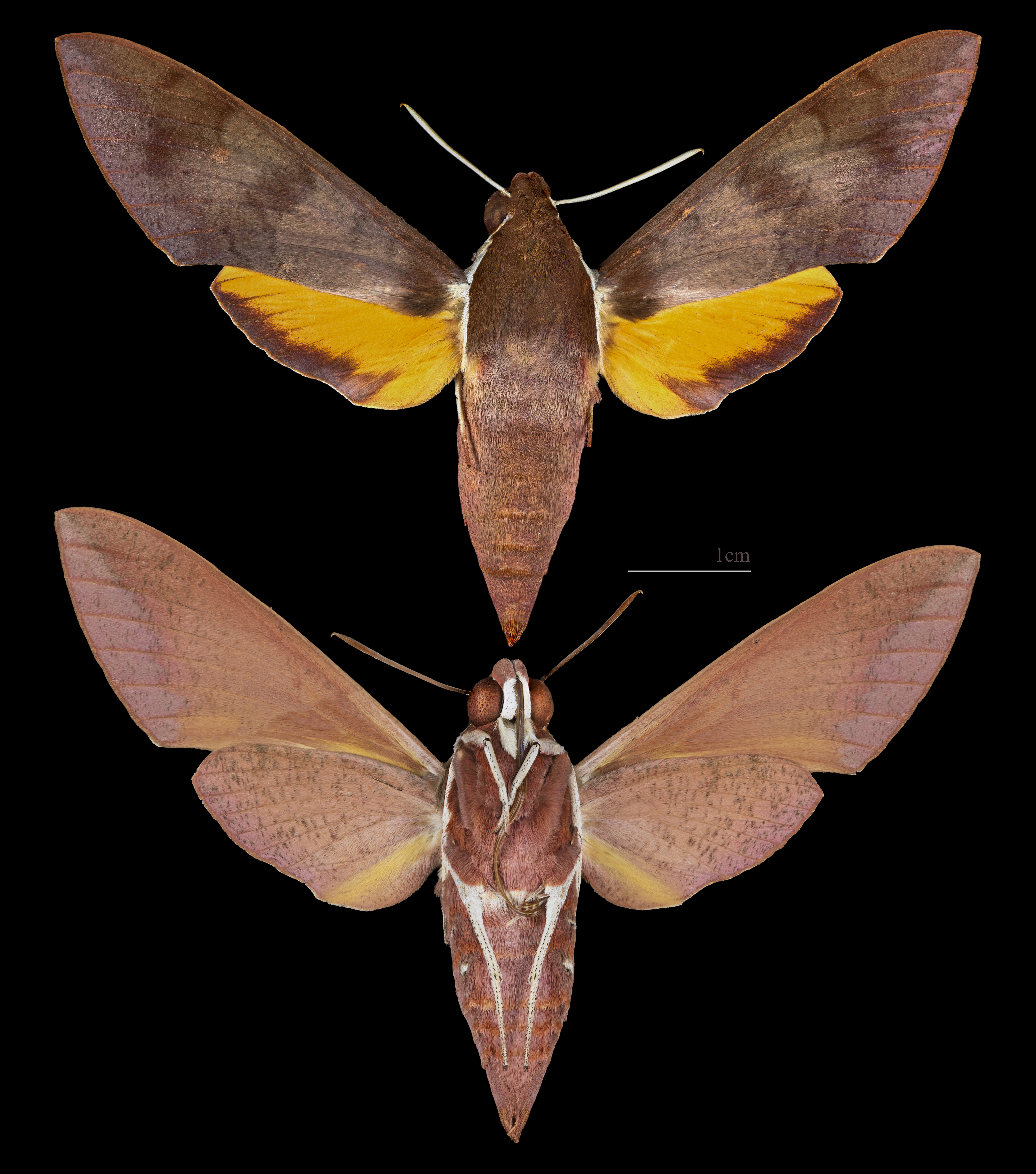
Gnathothlibus erotus
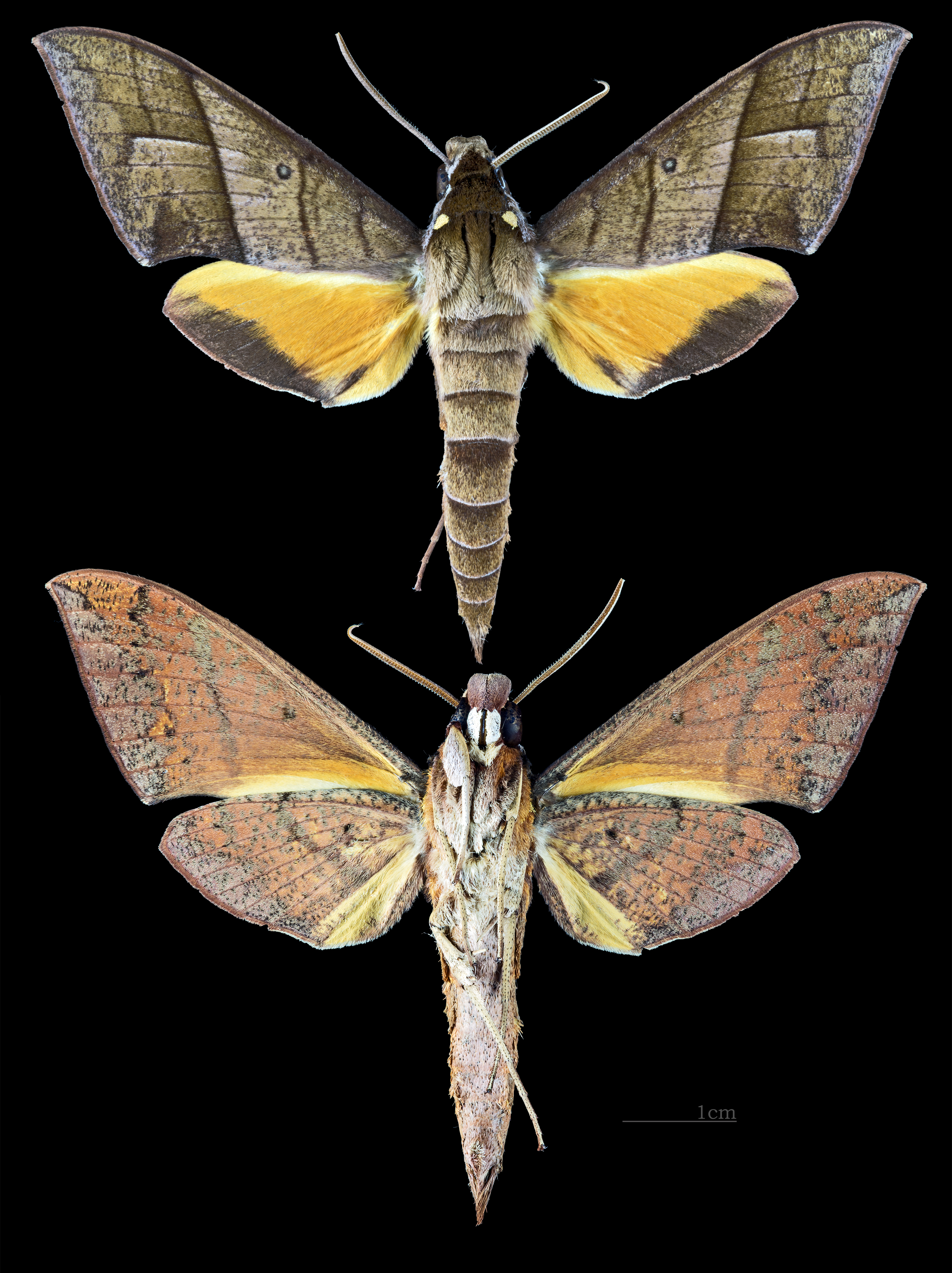
Gnathothlibus heliodes
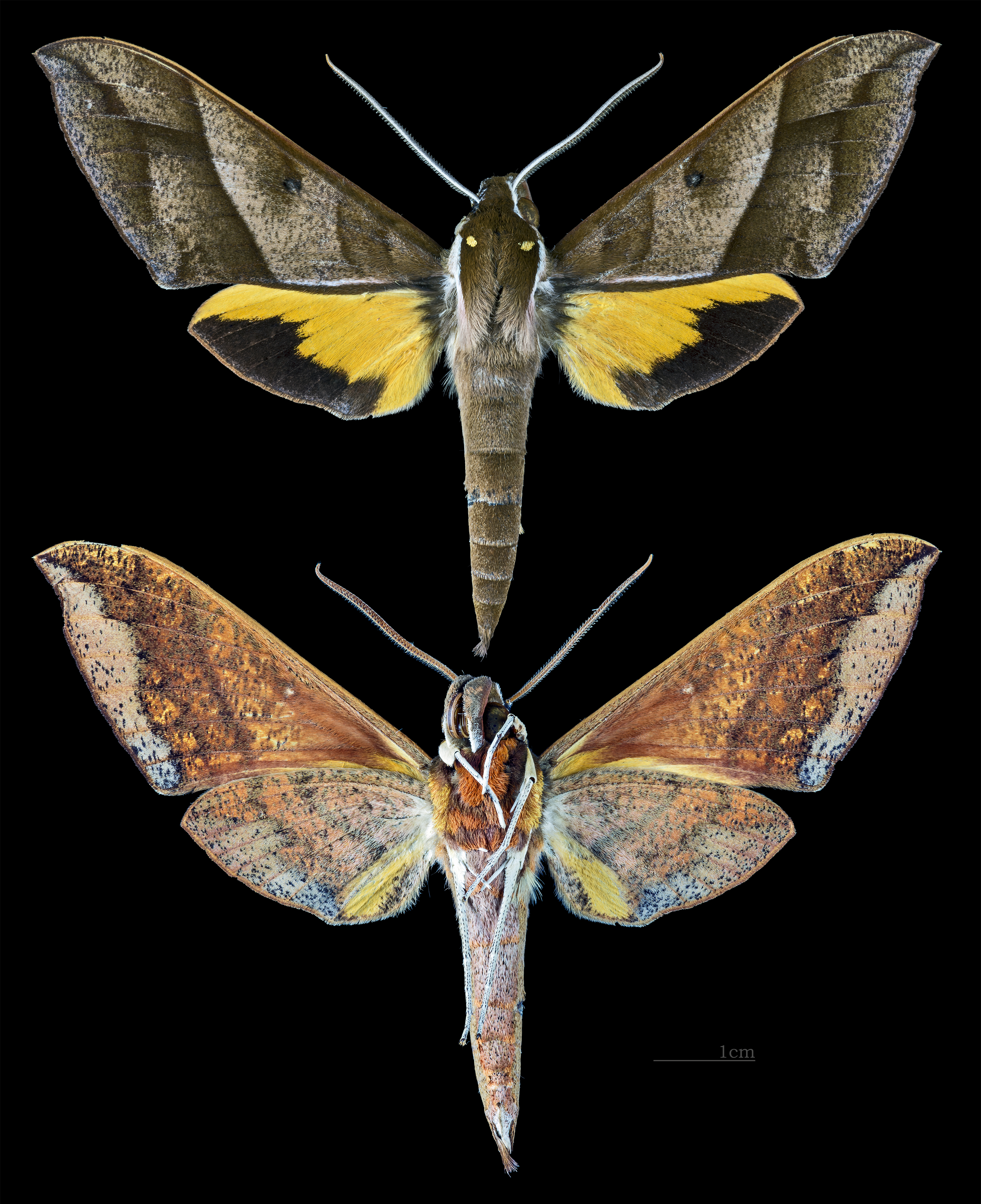
Gnathothlibus meeki

## Hibrid natural
- Gnathothlibus collardi Haxaire, 2002